# 放射線透過試験

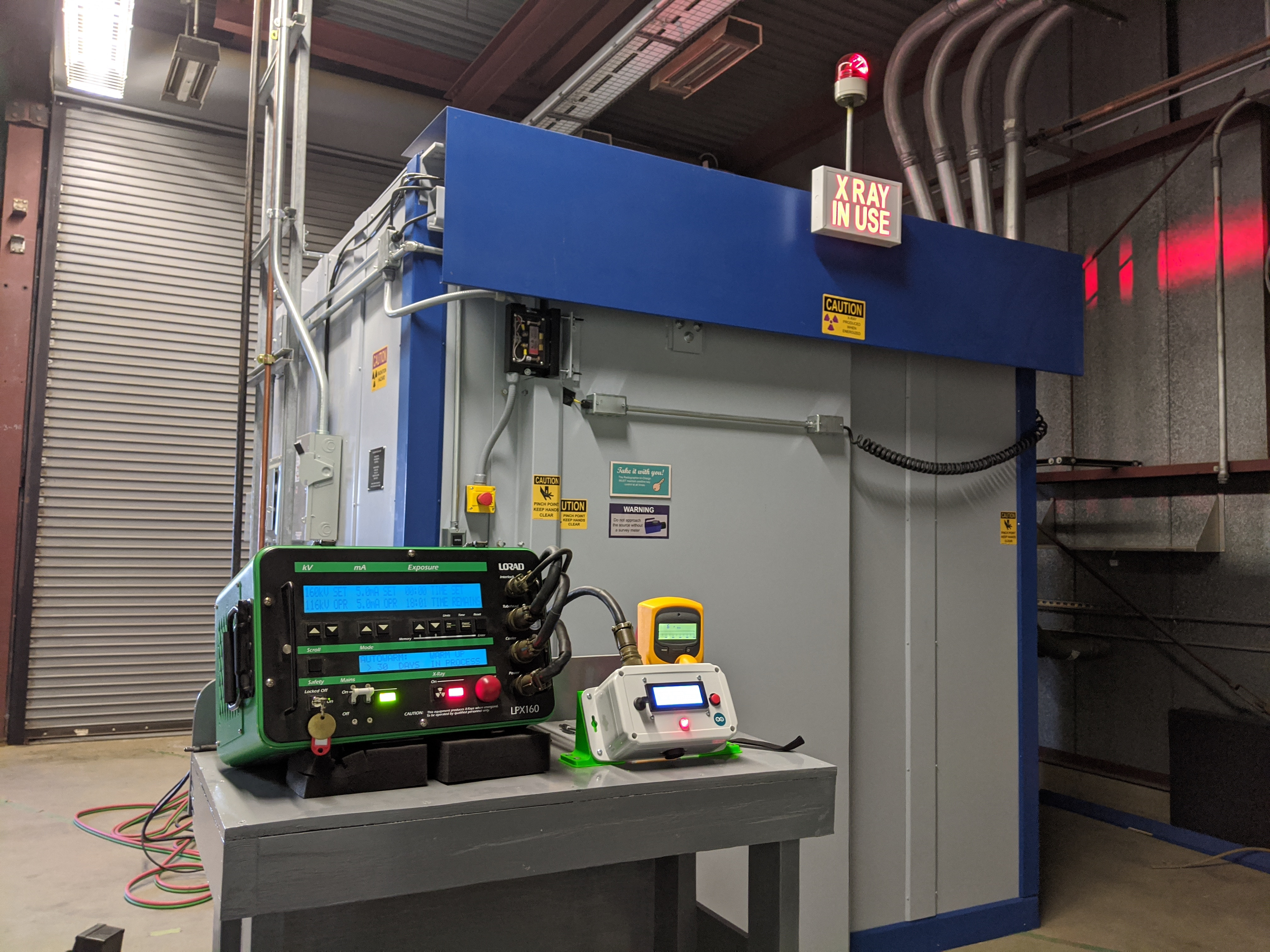
非破壊検査で使用するX線装置

放射線透過試験（ほうしゃせんとうかしけん）は、非破壊検査の一種で英語でRT（Radiographic Testing）と言い、放射線を材料に照射し材料内部を透過させ、材料背後にある写真用フィルムや蛍光板に感光して投影することにより、内部の欠陥や構造を調べる検査である。放射線透過検査（ほうしゃせんとうかけんさ）ともいう。

## 概要
放射線が物質を透過しやすく、その物質の透過の度合いが物質の種類（密度）によって異なると、その影響により写真用フィルムや蛍光板に影絵が投影されることにより内部の欠陥や構造を調べる検査で、表面と内部の欠陥の2次元的な形・大きさ・分布や種類などが分かり、照射方向を変えて2枚以上の透過写真を使用すると欠陥の厚さや方向を知ることができる。主に内部欠陥の検出に適しており金属材料と非金属材料での適用範囲は極めて広い。
放射線の照射方向での認め得る厚さの差がある欠陥（ブローホール・スラッグ巻き込み・鋳巣）の場合は小さな欠陥でも比較的に検出しやすいが、ある程度の面積があっても極めて厚さが薄い欠陥は、放射線を照射する方向に対して平行ならば検出できるが、垂直の場合だと検出は困難になり、その為照射方向を変えて撮影する必要がある。使用する放射線には、エネルギーが強く物質を透過する能力がある波長の短いX線とγ線が使用される。
欠点としては、人体に有害な放射線を使用する為、安全管理には留意しなければならないことが挙げられる。
検査方法としては直接撮影法と間接撮影法と透視法があるが、通常の方法としては直接撮影法が使用される。
検査の一般的手順は次の通りである。
1. 放射線を照射する装置から通常50cmから1mの距離に材料を置く。
2. フィルムを装填したカセットを材料の背後に密着させる。
3. 放射線を照射して適正な時間の露出をフィルムに与える。
4. その後フィルムを暗室で現像処理する。
5. シャウカステンと呼ばれる観察器の上で観察して、通過像の濃淡模様から内在する欠陥を判断する。

## ミュー粒子トモグラフィー
自然界に存在する放射線を利用した検査手法も存在する。
1kmの岩盤でも透過する宇宙から降り注ぐミュー粒子を使用して内部構造を調べる手法。火山のマグマの上昇やピラミッドの内部構造の調査や原子炉の炉心の調査に使用される。